# Discocalyx fusca
Discocalyx fusca là một loài thực vật có hoa trong họ Anh thảo. Loài này được Gibbs mô tả khoa học đầu tiên năm 1909.